# Chydaeopsis fragilis
Chydaeopsis fragilis là một loài bọ cánh cứng trong họ Cerambycidae.